# Patriot (jeu vidéo)
Pour les articles homonymes, voir Patriot.
Patriot est un jeu vidéo de type wargame développé par Artech Studios et publié par Three-Sixty Pacific en 1992 sur IBM PC. Le jeu simule la guerre du Golfe et permet au joueur de commander les forces irakiennes ou celles de la coalition qui les combattent. Il est adapté d’un jeu de guerre publié par Games Design Workshop. Le jeu se déroule en temps réel, le joueur pouvant à tout moment le mettre en pause. Il se focalise sur le théâtre terrestre des opérations mais permet également de gérer les opérations aériennes. Le jeu propose plusieurs missions ainsi qu’un éditeur de scénario,,.

## Accueil
| Patriot  |      |       |
| Média    | Pays | Notes |
| Joystick | FR   | 77 %  |
| Tilt     | FR   | 87 %  |